# Laura Surrich
Laura Surrich (geb. am 17. Januar 1988 in Auckland) ist eine neuseeländische Schauspielerin und Model. 
Im Jahr 2007 schloss sie eine Schauspielausbildung am New Zealand College of Performing Arts ab, 2013 folgte ein Abschluss in Film- und Fernsehproduktion.
International bekannt wurde sie 2010 in einer Statistenrolle in der Fernsehserie Spartacus: Blood and Sand.

## Filmographie (Auswahl)
- Diagnosis: Death (2009).
- Separation City (2009)
- Spartacus: Blood and Sand (2010)
- Virus Outbreak: Lautloser Killer (2014)